# Великі купальниці (картина Ренуара)
«Великі купальниці» (фр. Les Grandes Baigneuses) — картина французького художника П'єра Огюста Ренуара. Була написана у 1884—1887 роках і належить до так званого «енгровського» періоду творчості художника.

## Опис картини
На передньому плані зображені три оголених жінки: дві — на березі, а третя стоїть у воді і, вочевидь, має намір їх оббризкати. Фігури жінок виписані дуже чітко і реалістично, що було характерним стилем для цього періоду творчості Ренуара, який отримав назву «сухого» або «енгровського» періоду (за іменем художника Домініка Енгра).
У 1880-х роках Ренуар намагався вивести своє мистецтво за межі імпресіонізму і шукав спосіб об'єднати сучасне мистецтво з класичними традиціями французького живопису, котрі для нього уособлювали такі великі майстри живопису і скульптури, як Жан Гужон, Франсуа Жирардон і Ніколя Пуссен. Результатом цих пошуків стала картина «Великі купальниці». Ренуар працював над нею близько трьох років, зробивши в процесі роботи велику кількість начерків та ескізів, що включають принаймні дві повномасштабні багатофігурні версії. Після «Великих купальниць» жодній картині він не присвятив настільки багато часу та сил.
Дві основні моделі, що позували для картини: блондинка у центрі  — Аліна Шаріго, улюблена натурниця і майбутня дружина Ренуара, і брюнетка ліворуч — Сюзанна Валадон, згодом відома художниця і мати Моріса Утрілло.
Картина перебуває в колекції Музею мистецтв Філадельфії (штат Пенсільванія, США), куди була передана у 1963 році у складі колекції родини Тайсонів (The Mr. and Mrs. Carroll S. Tyson, Jr. Collection).